# Thomas Klestil
Thomas Klestil (Viena, 4 de noviembre de 1932 - 6 de julio de 2004) fue un diplomático y político austríaco.

## Biografía hasta 1992
Nacido en Viena en el seno de una familia de clase obrera —su padre trabajó para el tranvía—, Klestil fue a la escuela en Landstraße donde hizo amistad con Joe Zawinul. Sus estudios superiores los realizó en su ciudad natal en la Universidad de Economía de Viena y recibió su doctorado en el año 1957. Después de la entrada en el Servicio Civil trabajó en Austria así como en el extranjero para la Organización para la Cooperación y el Desarrollo Económico. Klestil tenía mucha fluidez en el inglés y consiguió el cargo de embajador austríaco en las Naciones Unidas (1978-1982) y embajador en los Estados Unidos (1982-1987) antes de su elección como presidente.

## Presidencia
Después de haber sido elegido por el Partido Popular de Austria a la presidencia, para el asombro de todo el mundo, se convierte en presidente con el 56,9% de los votos y sucede a Kurt Waldheim el 8 de julio de 1992. Se lanza entonces a una presidencia "activa" como lo había prometido durante la campaña electoral, en la que se jactaba bajo el eslogan ‘‘El poder necesita control’’ «Macht braucht Kontrolle». 
A partir de 1993 reúne a los jefes de Estado de toda la Europa central. En noviembre del año siguiente (1994), viajó a Israel, y fue considerado como el primer presidente austríaco que visita oficialmente aquel país. En el momento de un discurso en el Knéset, Thomás Klestil es el primer jefe de Estado austríaco que reconoce la plena responsabilidad de su país, sin embargo anexa las atrocidades cometidas durante la Segunda Guerra Mundial.
Klestil apoyó el desarrollo de Kiryat Mattersdorf, un barrio judío haredí del norte de Jerusalén fundado en 1959 por el rabino Shmuel Ehrenfeld, rabino de Mattersdorfer, en memoria de las Siebengemeinden (Siete Comunidades) de Burgenland destruidas en el Holocausto, una de las cuales era Mattersdorf. El hijo de Ehrenfeld, el rabino Akiva Ehrenfeld, que fue presidente del barrio, estableció estrechas relaciones con el gobierno austriaco para obtener financiación para varias instituciones, entre ellas una guardería y la residencia de ancianos Neveh Simcha. Tras la visita oficial de Estado de Klestil a Israel en 1994, que incluyó una visita a Kiryat Mattersdorf, Klestil ofreció a Ehrenfeld una recepción oficial en el Palacio de Hofburg de Viena el 24 de enero de 1995.
En 1994 sobreviene la separación de Klestil de su esposa Edith Wielander, con la que tuvo tres niños. Esta noticia es anunciada por el presidente mismo en un tabloide, además el público se entera de que el jefe de Estado tenía una amante desde hace ya años -hecho inaudito en Austria, país marcado por una moral católica todavía intransigente-. Durante la campaña electoral, Klestil había exaltado los valores tradicionales de la familia intacta, esta noticia le hace perder, y de manera duradera, una buena parte del apoyo de su electorado católico conservador. Sin embargo, en 1998, Klestil es reelegido triunfalmente para un segundo mandato de seis años con más del 63% de los votos válidos. El partido socialista no le había opuesto a candidato mientras que los conservadores camuflaban su confusión con presidente bajo un comité de sostén que reunía a personajes de diferentes partidos.
Después de su reelección, el antagonismo entre Klestil y su partido sólo se intensifica. En el momento de las elecciones legislativas de octubre de 1999, el partido cristiano-conservador de Wolfgang Schüssel sufre una derrota pesada en provecho del partido "liberal" (aunque de verdad, populista ultranacionalista), el FPÖ, de Jörg Haider que llega en la segunda posición después de los socialistas. Entonces, el presidente Klestil abiertamente desea que la coalición saliente de los socialistas y de los conservadores sea renovada, ya que no soporta la llegada al poder de Haider debido a su mala imagen en el extranjero y a que acababa de elogiar a antiguos miembros de la SS.

## Vida privada
Klestil conoció a su futura esposa Edith Wielander (1932-2011) a la edad de 17 años, en 1949. El matrimonio se celebró en 1957 y, hasta su elección como Presidente de Austria en 1992, la pareja tuvo tres hijos en común. La pareja se separó en 1994, cuando Klestil hizo pública su relación amorosa con la diplomática Margot Löffler. La pareja se divorció en septiembre de 1998, y Klestil se casó con Löffler tres meses después. Cuando Klestil murió en 2004, Wielander asistió al funeral.
Klestil sufrió problemas de salud relacionados con sus pulmones, incluida una grave enfermedad en 1996.

## Muerte y funeral
El 5 de julio del 2004, tres días antes de dejar su cargo, comienza a padecer un infarto o insuficiencia cardiaca, probablemente causado por sus problemas pulmonares de larga duración, quedó en estado crítico y finalmente muere el día siguiente, el 6 de julio, a las 22 horas con 33 minutos (hora local) en el Allgemeines Krankenhaus (el hospital general de Viena) a causa de un fallo multiorgánico.
El 10 de julio de 2004 se celebraron los funerales en la catedral de San Esteban de Viena y fue enterrado en la cripta presidencial del Cementerio Central de Viena (Zentralfriedhof). Entre las personalidades que asistieron a su funeral se encontraban el presidente ruso, Vladímir Putin, el expresidente austriaco y secretario general de la ONU, Kurt Waldheim, y el gobernador de California, el austriaco Arnold Schwarzenegger. Klestil fue el quinto presidente de Austria que fallecía en el cargo desde 1950.